# Студзянкі (Люблінське воєводство)
Студзянкі (пол. Studzianki) — село в Польщі, у гміні Закрівець Красницького повіту Люблінського воєводства.
Населення — 533 особи (2011).
У 1975-1998 роках село належало до Люблінського воєводства.

## Демографія
Демографічна структура станом на 31 березня 2011 року:
|          | Загалом | Допрацездатний вік | Працездатний вік | Постпрацездатний вік |
| -------- | ------- | ------------------ | ---------------- | -------------------- |
| Чоловіки | 266     | 62                 | 171              | 33                   |
| Жінки    | 267     | 43                 | 146              | 78                   |
| Разом    | 533     | 105                | 317              | 111                  |